# Alfredinidae
Alfredinidae es una familia de foraminíferos bentónicos de la superfamilia Asterigerinoidea, del suborden Rotaliina y del orden Rotaliida. Su rango cronoestratigráfico abarca desde el Eoceno medio hasta la Actualidad.

## Clasificación
Alfredinidae incluye a los siguientes géneros:
- Alfredina †
- Epistomaroides
- Mullinia

Otro género considerado en Alfredinidae es:
- Anomalina, aceptado como Epistomaroides